# Éducation familiale
Pour un article plus général, voir Éducation.
Ne doit pas être confondu avec Éducation parentale.
L'éducation familiale est le processus par lequel une famille élève et éduque un enfant, depuis sa naissance jusqu'à son âge adulte.
Il semblerait que cette éducation soit généralement accomplie par les géniteurs de l'enfant en question, bien que les gouvernements et la société aient également un rôle en matière d'éducation.
Dans de nombreux cas, les orphelins ou les enfants abandonnés par leurs géniteurs reçoivent une éducation familiale de la part de leurs parents (qui ne sont pas leurs géniteurs et sont parfois qualifiés de parents « adoptifs »). Les autres peuvent être élevés par une famille d'accueil, ou être placés dans un orphelinat ou une structure équivalente.
Les buts de l'éducation familiale font l'objet de débats. En général, les parents subviennent aux besoins physiques de l'enfant, le protègent des nuisances, lui transmettent des compétences et valeurs culturelles jusqu'à ce qu'il devienne indépendant, généralement après l'adolescence.
Chez les autres animaux que l'humain, l'éducation familiale est généralement moins longue et compliquée, bien que les mammifères tendent à éduquer les individus dont ils s'occupent. Le degré d'attention que ces parents consacrent à leur progéniture ou à leurs enfants adoptés est en grande partie inversement proportionnel au nombre moyen d'enfants de l'espèce.
Attention, l'expression éducation parentale désigne habituellement l'éducation donnée aux parents afin de les former à l'éducation de leurs propres enfants.

## Pour approfondir